# Hugh Sanders
Hugh Sanders (* 13. März 1911 in East St. Louis, Illinois; † 9. Januar 1966 in Los Angeles, Kalifornien) war ein US-amerikanischer Schauspieler.

## Leben
Hugh Sanders wurde 1911 in East St. Louis im St. Clair County des US-Bundesstaates Illinois geboren. Er absolvierte die Medill School of Journalism der Northwestern University. Im Anschluss arbeitete er beim Radio.
1949 hatte Sanders bei dem Film Tödlicher Sog erstmals eine Rolle inne. 1950 erhielt er seine erste Fernsehrolle in der Serie Dick Tracy. Er spielte 1952 bis 1953 in der Fernsehserie Boston Blackie erstmals einen größeren Handlungsbogen. Er war ein vielbeschäftigter Fernsehschauspieler, in der Anthologie-Serie Kleine Spiele aus Übersee trat er beispielsweise von 1952 bis 1955 in 15 Folgen in unterschiedlichen Rollen auf. Sanders war bis zu seinem relativ frühen Tod als Schauspieler aktiv, sein Schaffen umfasst mehr als 220 Produktionen für Film und Fernsehen.
Von 1947 bis 1952 war er mit Dorothy F. Allsup verheiratet. 1952 heiratete er Janet Barrett, mit der er zwei Kinder hatte.

## Filmografie
- 1949: Tödlicher Sog (Undertow)
- 1950: Der Weihnachtswunsch (The Great Rupert)
- 1950: Im Solde des Satans (The Damned Don’t Cry!)
- 1950: Dick Tracy (Fernsehserie, Folge 2x18)
- 1950: Mister 880
- 1950: Mrs. O’Malley and Mr. Malone
- 1950: The Magnificent Yankee
- 1950: Die Gefangene des Ku-Klux-Klan (Storm Warning)
- 1951: Ein Fremder kam nach Arizona (Sugarfoot)
- 1951: Three Guys Named Mike
- 1951: Bis zum letzten Atemzug (Only the Valiant)
- 1951: Ich war FBI Mann M.C. (I Was a Communist for the FBI)
- 1951: Den Hals in der Schlinge (Along the Great Divide)
- 1951: That’s My Boy
- 1951: Strictly Dishonorable
- 1951: Verfolgt (Tomorrow Is Another Day)
- 1951: Stählerne Schwingen (Flying Leathernecks)
- 1951: Die Höhle der Gesetzlosen (Cave of Outlaws)
- 1952: Teufel der weißen Berge (Indian Uprising)
- 1952: Tommy macht das Rennen (Boots Malone)
- 1952: Verkauft und verraten (The Sellout)
- 1952: The Fighter
- 1952: Gang Busters (Fernsehserie, Folge 1x01)
- 1952: Dangerous Assignment (Fernsehserie, Folge 1x33)
- 1952: The Pride of St. Louis
- 1952: Montana Territory
- 1952: The Winning Team
- 1952: Something for the Birds
- 1952: Die Stahlfalle (The Steel Trap)
- 1952: Big Town (Fernsehserie, Folge 3x07)
- 1952: Sky King (Fernsehserie, Folge 1x18)
- 1952–1953: Boston Blackie (Fernsehserie, 2 Folgen)
- 1952–1955: Kleine Spiele aus Übersee (Fireside Theater, Fernsehserie, 13 Folgen)
- 1952–1957: The Ford Television Theatre (Fernsehserie, 4 Folgen)
- 1952–1957: The George Burns and Gracie Allen Show (Fernsehserie, 5 Folgen)
- 1953: Dragnet (Fernsehserie, Folge 2x08)
- 1953: Dürstende Lippen (Last of the Comanches)
- 1953: Biff Baker, USA (Fernsehserie, Folge 1x18)
- 1953: Gardenia – Eine Frau will vergessen (The Blue Gardenia)
- 1953: Your Jeweler’s Showcase (Fernsehserie, Folge 1x14)
- 1953: Starr vor Angst (Scared Stiff)
- 1953: Überfall in Texas (Gun Belt)
- 1953: Footlights Theater (Fernsehserie, Folge 2x02)
- 1953: Here Come the Girls
- 1953: Die Geier von Carson City (City of Bad Men)
- 1953: Donnernde Hufe (Thunder Over the Plains)
- 1953: The Pepsi-Cola Playhouse (Fernsehserie, Folge 1x05)
- 1953: Das gläserne Netz (The Glass Web)
- 1953: Der Wilde (The Wild One)
- 1953–1955: The Lone Ranger (Fernsehserie, 6 Folgen)
- 1954: Mr. & Mrs. North (Fernsehserie, Folge 2x03)
- 1954: Topper (Fernsehserie, Folge 1x19)
- 1954: Untamed Heiress
- 1954: Stadt der Verdammten (Silver Lode)
- 1954: Freibrief für Mord (Shield for Murder)
- 1954: My Little Margie (Fernsehserie, 2 Folgen)
- 1954–1955: The Adventures of the Falcon (Fernsehserie, 2 Folgen)
- 1954–1955: Treasury Men in Action (Fernsehserie, 2 Folgen)
- 1954–1955: The Whistler (Fernsehserie, 3 Folgen)
- 1954–1955: Public Defender (The Public Defender, Fernsehserie, 2 Folgen)
- 1954–1955: Cavalcade of America (Fernsehserie, 5 Folgen)
- 1954–1955: Four Star Playhouse (Fernsehserie, 3 Folgen)
- 1954, 1956: Lux Video Theatre (Fernsehserie, 2 Folgen)
- 1954–1957: Studio 57 (Fernsehserie, 3 Folgen)
- 1954–1957: Schlitz Playhouse of Stars (Fernsehserie, 3 Folgen)
- 1955: Stage 7 (Fernsehserie, Folge 1x01)
- 1955: Waterfront (Fernsehserie, Folge 1x24)
- 1955: Täter unbekannt (The Lineup, Fernsehserie, Folge 1x29)
- 1955: Soldiers of Fortune (undefined, Fernsehserie, 2 Folgen)
- 1955: Die Ratten von Chicago (I Cover the Underworld)
- 1955: Entfesselte Unterwelt (Finger Man)
- 1955: Die große Masche (Chicago Syndicate)
- 1955: Die Barrikaden von San Antone (The Last Command)
- 1955: The Man Behind the Badge (Fernsehserie, 2 Folgen)
- 1955: Flicka (My Friend Flicka, Fernsehserie, Folge 1x01)
- 1955: Streifenwagen 2150 (Highway Patrol, Fernsehserie, Folge 1x03)
- 1955: Celebrity Playhouse (Fernsehserie, Folge 1x05)
- 1955: Gegen alle Gewalten (I Died a Thousand Times)
- 1955: Unbesiegt (Top Gun)
- 1955–1956: The Star and the Story (Fernsehserie, 5 Folgen)
- 1955–1957: Crossroads (Fernsehserie, 3 Folgen)
- 1955, 1957: General Electric Theater (Fernsehserie, 2 Folgen)
- 1956: Glory
- 1956: Chevron Hall of Stars (Fernsehserie, eine Folge)
- 1956: Screen Directors Playhouse (Fernsehserie, Folge 1x20)
- 1956: Strange Stories (Fernsehserie, eine Folge)
- 1956: Navy Log (Fernsehserie, Folge 1x30)
- 1956: Telephone Time (Fernsehserie, Folge 1x03)
- 1956: Ford Star Jubilee (Fernsehserie, Folge 1x10)
- 1956: Miami Exposé
- 1956: Hey, Jeannie! (Fernsehserie, Folge 1x05)
- 1956: Die Abenteuer des Fu Manchu (The Adventures of Fu Manchu, Fernsehserie, Folge 1x09)
- 1956: Playhouse 90 (Fernsehserie, Folge 1x05)
- 1956: Crusader (Fernsehserie, Folge 2x06)
- 1956: The Peacemaker
- 1956–1957: U.S. Marshal (Sheriff of Cochise, Fernsehserie, 2 Folgen)
- 1956–1958: Broken Arrow (Fernsehserie, 4 Folgen)
- 1957: Chain of Evidence
- 1957: Alfred Hitchcock präsentiert (Alfred Hitchcock Presents, Fernsehserie, Folge 2x21)
- 1957: State Trooper (Fernsehserie, Folge 1x18)
- 1957: The Phantom Stagecoach
- 1957: Das Fort der mutigen Frauen (The Guns of Fort Petticoat)
- 1957: Wells Fargo (Tales of Wells Fargo, Fernsehserie, Folge 1x03)
- 1957: Jane Wyman Show (Jane Wyman Presents The Fireside Theatre, Fernsehserie, 2 Folgen)
- 1957: Date With The Angels (Fernsehserie, Folge 1x04)
- 1957: You Are There (Fernsehserie, Folge 5x10)
- 1957: The O. Henry Playhouse (Fernsehserie, Folge 1x26)
- 1957: The Careless Years
- 1957: Jailhouse Rock – Rhythmus hinter Gittern (Jailhouse Rock)
- 1957: The Hardy Boys: The Mystery of the Ghost Farm (Fernsehserie, 2 Folgen)
- 1957: The Californians (Fernsehserie, Folge 1x10)
- 1957: The Thin Man (Fernsehserie, Folge 1x11)
- 1957: The Frank Sinatra Show (Frank Sinatra Show, Fernsehserie, Folge 1x11)
- 1957: The Gray Ghost (Fernsehserie, Folge 1x23)
- 1957, 1959: On Trial (Fernsehserie, 2 Folgen)
- 1957–1959: Whirlybirds (Fernsehserie, 4 Folgen)
- 1957–1959: Abenteuer im wilden Westen (Dick Powell’s Zane Grey Theater, Fernsehserie, 3 Folgen)
- 1957–1960: Colt .45 (Fernsehserie, 3 Folgen)
- 1957–1963: Perry Mason (Fernsehserie, 5 Folgen)
- 1958: Richard Diamond, Privatdetektiv (Richard Diamond, Private Detective, Fernsehserie, Folge 2x04)
- 1958: Going Steady
- 1958: No Warning (Panic!, Fernsehserie, Folge 2x01)
- 1958: Alcoa Theatre (Fernsehserie, Folge 1x17)
- 1958: Life Begins at 17
- 1958: Die Stimme im Spiegel (Voice in the Mirror)
- 1958: Sugarfoot (Fernsehserie, 2 Folgen)
- 1958: Trackdown (Fernsehserie, Folge 2x05)
- 1958: Northwest Passage (Fernsehserie, Folge 1x11)
- 1958: Maverick (Fernsehserie, 2 Folgen)
- 1958–1959: The Ann Sothern Show (Fernsehserie, 2 Folgen)
- 1958–1959: Josh (Wanted: Dead or Alive, Fernsehserie, 3 Folgen)
- 1958–1959: 77 Sunset Strip (Fernsehserie, 2 Folgen)
- 1958–1959: Rescue 8 (Fernsehserie, 2 Folgen)
- 1958–1961: Walt Disneys bunte Welt (Walt Disney’s Wonderful World of Color, Fernsehserie, 4 Folgen)
- 1959: Lawman (Fernsehserie, Folge 1x18)
- 1959: The Lucy–Desi Comedy Hour (Fernsehserie, Folge 2x03)
- 1959: Never Steal Anything Small
- 1959: Wilder Westen Arizona (Tombstone Territory, Fernsehserie, Folge 2x03)
- 1959: Yancy Derringer (Fernsehserie, Folge 1x27)
- 1959: Warlock
- 1959: Zorro (Fernsehserie, Folge 2x28)
- 1959: Vater ist der Beste (Father Knows Best, Fernsehserie, Folge 5x33)
- 1959: The David Niven Show (Fernsehserie, Folge 1x12)
- 1959: Keiner verlässt das Schiff! (Don’t Give Up the Ship)
- 1959: Stunde der Entscheidung (Markham, Fernsehserie, Folge 1x17)
- 1959: Der große Schwindler (The Big Operator)
- 1959: Border Patrol (Fernsehserie, Folge 1x27)
- 1959: Westlich von Santa Fé (The Rifleman, Fernsehserie, Folge 2x03)
- 1959: Wyatt Earp greift ein (The Life and Legend of Wyatt Earp, Fernsehserie, Folge 5x10)
- 1959: Hotel de Paree (Fernsehserie, Folge 1x09)
- 1959: Der Mann mit der Kamera (Man with a Camera, Fernsehserie, Folge 2x08)
- 1959: Flight (Fernsehserie, Folge 1x33)
- 1959–1960: Bronco (Fernsehserie, 2 Folgen)
- 1959, 1961: Hawaiian Eye (Fernsehserie, 2 Folgen)
- 1959, 1961: Shotgun Slade (Fernsehserie, 2 Folgen)
- 1959–1962: Die Unbestechlichen (The Untouchables, Fernsehserie, 4 Folgen)
- 1959–1963: Twilight Zone (The Twilight Zone, Fernsehserie, 3 Folgen)
- 1959–1964: Tausend Meilen Staub (Rawhide, Fernsehserie, 8 Folgen)
- 1960: Bat Masterson (Fernsehserie, Folge 2x15)
- 1960: Der zweite Mann (The Deputy, Fernsehserie, Folge 1x21)
- 1960: Der Texaner (The Texan, Fernsehserie, Folge 2x25)
- 1960: Gold in Alaska (The Alaskans, Fernsehserie, Folge 1x22)
- 1960: Pony Express (Fernsehserie, Folge 1x03)
- 1960: The Music Box Kid
- 1960: Cage of Evil
- 1960: The Chevy Mystery Show (Fernsehserie, 3 Folgen)
- 1960: Shadow of the Boomerang
- 1960: Riverboat (Fernsehserie, Folge 2x06)
- 1960: Stagecoach West (Fernsehserie, Folge 1x08)
- 1960: Klondike (Fernsehserie, Folge 1x10)
- 1960–1961: Vilma und King (National Velvet, Fernsehserie, 2 Folgen)
- 1960–1961: Robin Scott in... (The Case of the Dangerous Robin, Fernsehserie, 2 Folgen)
- 1960–1961: The Many Loves of Dobie Gillis (Fernsehserie, 3 Folgen)
- 1960–1961: The Fisher Family (Fernsehserie, 3 Folgen)
- 1960, 1962: Dennis, Geschichten eines Lausbuben (Dennis the Menace, Fernsehserie, 2 Folgen)
- 1960, 1963: Im Wilden Westen (Death Valley Days, Fernsehserie, 2 Folgen)
- 1960–1965: Bonanza (Fernsehserie, 4 Folgen)
- 1961: Dante (Fernsehserie, Folge 1x16)
- 1961: Gunslinger (Fernsehserie, Folge 1x07)
- 1961: Coronado 9 (Fernsehserie, 2 Folgen)
- 1961: The Blue Angels (Fernsehserie, Folge 1x34)
- 1961: Der Asphaltdschungel (The Asphalt Jungle, Fernsehserie, Folge 1x13)
- 1961: The Lawless Years (Fernsehserie, Folge 3x11)
- 1961: Whispering Smith (Fernsehserie, Folge 1x12)
- 1961: Die Menschenfalle (Man-Trap)
- 1961: Unter heißem Himmel (Follow the Sun, Fernsehserie, Folge 1x05)
- 1961: Jack-Benny-Show (The Jack Benny Program, Fernsehserie, Folge 12x06)
- 1961: Alcoa Premiere (Fernsehserie, Folge 1x07)
- 1961–1963: Heute Abend Dick Powell (The Dick Powell Show, Fernsehserie, 3 Folgen)
- 1962: Gleitbootpatrouille (The Everglades, Fernsehserie, Folge 1x13)
- 1962: Rauchende Colts (Gunsmoke, Fernsehserie, Folge 7x18)
- 1962: The Real McCoys (Fernsehserie, Folge 5x16)
- 1962: Kein Fall für FBI (The Detectives Starring Robert Taylor, Fernsehserie, 2 Folgen)
- 1962: Wagon Train (Fernsehserie, Folge 5x29)
- 1962: Target: The Corruptors (Fernsehserie, Folge 1x28)
- 1962: Cain’s Hundred (Fernsehserie, Folge 1x30)
- 1962: Das zerrissene Lasso (The Wild Westerners)
- 1962: Panik im Jahre Null (Panic in Year Zero!)
- 1962: The Comedy Spot (Fernsehserie, eine Folge)
- 1962: St. Dominic und seine Schäfchen (Going My Way, Fernsehserie, Folge 1x03)
- 1962: Ben Casey (Fernsehserie, Folge 2x09)
- 1962: Wer die Nachtigall stört (To Kill a Mockingbird)
- 1962–1963: Am Fuß der blauen Berge (Laramie, Fernsehserie, 2 Folgen)
- 1962–1965: Mr. Ed (Mister Ed, Fernsehserie, 3 Folgen)
- 1963: Stoney Burke (Fernsehserie, Folge 1x16)
- 1963: Saints and Sinners (Fernsehserie, Folge 1x16)
- 1963: Die Leute von der Shiloh Ranch (The Virginian, Fernsehserie, Folge 2x03)
- 1963: Stunde der Entscheidung (Kraft Suspense Theatre, Fernsehserie, Folge 1x05)
- 1963–1964: Hazel (Fernsehserie, 2 Folgen)
- 1963–1966: Auf der Flucht (The Fugitive, Fernsehserie, 4 Folgen)
- 1964: Petticoat Junction (Fernsehserie, Folge 1x16)
- 1964: Alfred Hitchcock zeigt (The Alfred Hitchcock Hour, Fernsehserie, Folge 2x13)
- 1964: The New Phil Silvers Show (Fernsehserie, Folge 1x20)
- 1964: Fanfare for a Death Scene (Fernsehfilm)
- 1964: Broadside (Fernsehserie, Folge 1x04)
- 1964: Harris Against the World (Fernsehserie, Folge 1x05)
- 1964: The Outer Limits (Fernsehserie, Folge 2x09)
- 1964: Aufstand in Arizona (Apache Rifles)
- 1964–1965: Dr. Kildare (Fernsehserie, 3 Folgen)
- 1964–1965: The Addams Family (Fernsehserie, 2 Folgen)
- 1965: Amos Burke (Burke’s Law, Fernsehserie, Folge 2x32)
- 1965: Meine drei Söhne (My Three Sons, Fernsehserie, Folge 5x36)
- 1965: FBI (The F.B.I., Fernsehserie, Folge 1x02)
- 1965: Verschollen im Harem (Harum Scarum)
- 1966: Western-Patrouille (Incident at Phantom Hill)
- 1966: … denn keiner ist ohne Schuld (The Oscar)